# Bal
Bal é um filme turco-alemão de 2010, do gênero drama, dirigido por Semih Kaplanoğlu.
É a terceira e última parte da "Trilogia de Yusuf", que inclui Yumurta e Süt. Estreou-se a 16 de fevereiro de 2010 na concorrência do 60º Festival de Cinema de Berlim, onde se converteu no terceiro filme turco, após Susuz Yaz em 1964 e Duvara Karşı em 2004, a ganhar o prémio Urso de Ouro. O filme, estreado na Turquia a 9 de abril de 2010, foi seleccionado como candidato oficial para o Óscar ao Melhor Filme Estrangeiro na 83ª entrega dos Prémios Óscar, mas não esteve até ao fim na lista.

## Sinopse
Na remota e subdesenvolvida região oriental do mar Negro, um menino de seis anos de idade, chamado Yusuf, vadia pelo bosque à procura do seu pai perdido, tratando de dar-lhe sentido à sua vida. O seu pai é um apicultor cujas abelhas têm desaparecido inesperadamente, ameaçando a sua subsistência. Um estranho acidente terminará com a vida do seu pai.
Há pouco diálogo ou música no filme. As três personagens principais, Yusuf e os seus pais, são todos bastante taciturnos, e a trilha corrente está cheia com sons da selva e criaturas que vivem ali. O meio ambiente é um tema recorrente.

## Elenco
- Erdal Bêşikçioğlu como Yakup
- Tülin Özen como Zehra
- Alev Uçarer
- Bora Altaş como Yusuf
- Aişe Altay

## Produção
Bal é a última entrega autobiográfica de Kaplanoğlu na sua "Trilogía de Yusuf", em honra à personagem central, precedido por Yumurta (2007) e Süt (2008). Yumurta projectou-se no festival de Cannes e Süt em Veneza. A trilogia conta-se em ordem cronológica inversa, e Bal explora a primeira infância de Yusuf .
O filme foi rodado no distrito Camlihemsin da Província de Rize, no nordeste de Turquia e nas montanhas da Turquia, e foi produzida conjuntamente por Kaplan Film Production da Turquia e Heimatfilm da Alemanha. O guião foi apoiado com 25,000 liras turcas (aprox. 12.000 euros ou $16,500) do Fundo de Desenvolvimento do Festival de Cinema Antalya Eurasia, enquanto a produção foi financiada pelo Conselho da Europa Eurimages, the fundo da Fundação de Cinema da Renânia do Norte Westfalia e das estações de televisão ZDF e Arte.